# Морохин, Владимир Николаевич
Моро́хин Влади́мир Никола́евич (18 августа 1921, Макарьев, ныне Костромской обл. — 18 сентября 1996, Нижний Новгород) — русский фольклорист, литературовед. Кандидат филологических наук (диссертация на тему «Некоторые вопросы изучения роли В. И. Ленина в формировании мировоззрения М. Горького», 1954).

## Биография
Родился в семье потомственных речников. Детские годы провёл в пос. Шиморское Нижегородской области. Участник Великой Отечественной войны. В 1945-м — лейтенант, командир миномётного взвода, за боевые действия с японцами награждён медалью «За боевые заслуги». Учился в Горьковском университете (1946—1951), затем в аспирантуре.
В 1954—1955 годах — начальник учебной части университета. В 1955—1962 годах — доцент, заведующий кафедрой литературы, проректор Муромского пединститута. С 1962 года работал в Горьковском университете имени Н. И. Лобачевского — доцент кафедры русской литературы, затем — советской литературы, в 1964—1967 годах — заместитель декана историко-филологического факультета, в 1967—1971 годах — декан. С 1983 года — профессор. С 1964 года возглавлял Горьковскую комиссию при областном исполнительном комитете. Под руководством В. Н. Морохина были организованы фольклорные экспедиции в ряд регионов Среднего Поволжья. Собранные материалы публиковались, хранились на филологическом факультете, однако при ремонте здания его фольклорный фонд был ликвидирован, часть материалов утрачена, часть впоследствии передана родственникам. Руководил Советом музея ННГУ, советом по координации фольклорной работы областного научно-методического центра народного творчества и кульпросветработы. Автор свыше 100 научных работ, учебных пособий, по которым занимаются студенты-филологи вузов РФ, составитель фольклорных сборников.
Сын Николай (род. 1961) — собственный корреспондент газеты «Гудок» Горьковской железной дороги, профессор кафедры журналистики Нижегородского государственного университета.
Похоронен на Бугровском кладбище Нижнего Новгорода.

## Основные работы

### Фольклорные сборники
- Нижегородские предания и легенды. — Горький, 1971.
- Сказки родного края. — Горький, 1978.
- Песни и сказки пушкинских мест. — Л., 1979 (Совм. с А. Д. Соймоновым и М. А. Лобановым).
- Заря-Заряница. — Горький, 1982.
- Град Китеж. — Горький, 1985, 1989.
- Жили-были сказочники. — Горький, 1990.
- Волжские сказки. — Саратов, 1993.
- В некотором царстве. — Нижний Новгород, 1994.
- Сквозь огонь великой битвы. — Нижний Новгород, 1995.
- Легенды и предания Волги-реки. — Нижний Новгород, 1998, 2002, 2014.

### Учебные пособия, исследования
- Методика собирания фольклорных произведений. — Горький, 1968, 1976.
- Великая Отечественная война в фольклоре Горьковской области. — Горький, 1971.
- Хрестоматия по истории русской фольклористики. — М., 1973.
- Русская народная сказка в современном бытовании. — Горький, 1975.
- Прозаические жанры русского фольклора. Хрестоматия. — М., 1976, 1983.
- Прозаические жанры русского фольклора. — Горький, 1976.
- Малые жанры русского фольклора. Хрестоматия. — М., 1979, 1986.
- Русский сказочный эпос на современном этапе. — Горький, 1979.
- Методика собирания фольклора. — М., 1990.